# Багдасар Дпір

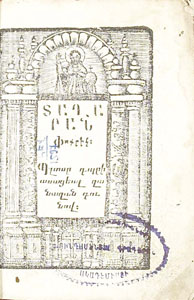
Сторінка видання віршів 1768 року

Багдаса́р Дпір (вірм. Պաղտասար Դպիր; 1683 — 1768) — вірменський поет, композитор, видавець і філолог XVII—XVIII століть, який писав мовою грабар.

## Біографія
Багдасар Дпір жив і працював в тяжкі для Вірменії часи, у зв'язку з чим лірика його робіт традиційна за своєю тематикою і загальному настрою, яка панувала тоді серед вірмен. Писав мовою грабар - найстарішою з відомих писемних форм літературної вірменської мови.
Дослідники творчості Дпіра звертають увагу на його вірш «До мамона», який за змістом оригінальний для вірменської поезії того часу. Дпір задался целью розгадати, в чому влада грошей, влада багатства. У вірші він намагався показати, як ця влада сильна, як  пагубна, і пише він про мамона з точки зору народної моралі, що відмовляє цього страшного божеству в почестях, які щедро віддають йому багатії. Не дивлячись на те, що його вірші, також як і вірші його учня Петроса Капанці, не завжди були доступні простолюдину, деякі з них склалися в пісні і виспівували в народі, чому багато в чому сприяла музикальність його віршів і музика до пісень..